# Río Adra
El río Adra es un río del sur de la península ibérica perteneciente a la cuenca mediterránea andaluza que nace en Sierra Nevada, (provincias de Granada y Almería), y que desemboca en el mar Mediterráneo, cerca de Adra. Tiene un curso de 54,8 km y en parte es la frontera natural entre las provincias de Almería y Granada.

## Nomenclatura
En la nomenclatura cartográfica no existe un río Adra de principio a fin, sino una serie de afluentes con nombres diferentes y un cauce principal también con denominaciones distintas, según la población que vaya atravesando. No toma el nombre de río Adra hasta después de su confluencia con su último afluente, el río Chico de Berja. No obstante, generalmente se considera que el río Adra nace en el puerto de la Ragua, en el término municipal de Paterna del Río. De este modo, la secuencia de nombres del río Adra desde su nacimiento a su desembocadura sería la siguiente: río o rambla Paterna, río Alcolea, río Lucainena, río Verde, río Grande y río Adra. 

## Curso
El río Adra bordea por el oeste la sierra de Gádor. Tiene numerosos afluentes, los de la izquierda proceden de la sierra de Gádor, y los de la derecha, de Sierra Nevada. A su paso por la población de Darrícal se denomina Río Verde y pasados los Tajos del Cejor, cuando se le une el afluente río Chico, pasa a denominarse río Grande de Adra o simplemente río de Adra. Transita por terrenos calizos y se encaja en profundas hoces.
El río se encuentra embalsado por el embalse de Benínar.

### Afluentes
Los afluentes del río Adra son:
| Río             | Río             | Desembocadura      | Longitud (km) |
| --------------- | --------------- | ------------------ | ------------- |
| Río Bayárcal    | Río Bayárcal    | Margen derecha     | 19            |
| -               | Río Laroles     | Río Bayárcal       | s/d           |
| Río Ugíjar      | Río Ugíjar      | Margen derecha     | 22,3          |
| -               | Río Nechite     | Río Ugíjar         | s/d           |
| -               | Río Válor       | Río Nechite        | s/d           |
| -               | Río Mairena     | Río Nechite        | s/d           |
| -               | Río Yátor       | Río Ugíjar         | 28            |
| -               | Río Mecina      | Río Yátor          | s/d           |
| Rambla de Turón | Rambla de Turón | Embalse de Benínar | s/d           |
| Río Chico       | Río Chico       | Margen izquierda   | 17,8          |

## Flora y fauna
Como representantes de flora están el álamo blanco, tarajes y sauces, en la fauna encontramos el fartet (aphanius iberus o lebias ibera), un pez endémico que se encuentra en peligro de extinción. También existen poblaciones de Rana común Pelophylax perezi y cangrejo de río europeo Austropotamobius pallipes, especialmente cuenca arriba desde la zona de Fuentes de Marbella. 
Ocasionalmente se pueden encontrar ejemplares de serpiente viperina Natrix maura alimentándose de ranas comunes a lo largo de su cauce. 
Debido a su importancia ecológica fue declarada Zona de Especial Conservación por el Decreto 4/2015, de 13 de enero.